# Cantonul Rouen-1
Cantonul Rouen-1 este un canton din arondismentul Rouen, departamentul Seine-Maritime, regiunea Haute-Normandie, Franța.

## Comune
- Rouen (parțial)